# Leonor Schwarz
Leonor Schwarz fue una nadadora argentina que competía para el Club Atlético Obras Sanitarias de la Nación y obtuvo campeonatos nacionales y un récord nacional en estilo espalda.
Formó parte de un equipo histórico de nadadoras del club Obras Sanitarias, en cuyos libros hay un informe que dice: 

Durante el año 1942 ocurrió un acontecimiento de extraordinaria importancia y sin precedentes en la natación argentina: el equipo representativo de damas de nuestro Club ganó en brillante forma cuatro campeonatos.

Integraban dicho equipo, además de Leonor Schwarz, las nadadoras Dora Rhodius, Beatriz Negri e Hilda Oehrtmann.